# Andrew Hampsten
Shirus Andrew Hampsten (Columbus, 7 aprile 1962) è un ex ciclista su strada statunitense.
Professionista dal 1985 al 1996, vinse il Giro d'Italia 1988, primo corridore non europeo ad aggiudicarsi la Corsa Rosa.

## Carriera
Passato professionista nel 1985, nello stesso anno vinse una tappa a Gran Paradiso Valnontey al Giro d'Italia. Notato da Bernard Hinault, che lo ingaggiò nella sua squadra La Vie Claire, nel 1986 vinse il Giro della Svizzera ed aiutò il suo compagno e connazionale Greg LeMond a conquistare il Tour de France.
Stanco di fare il gregario, nel 1987 divenne il capitano della 7 Eleven e con essa vinse il Giro della Svizzera nello stesso anno, e soprattutto il Giro d'Italia nel 1988, giungendo secondo il 5 giugno in una tappa storica, affrontando in condizioni estreme i 2.621 metri del passo Gavia. Con la vittoria finale al Giro d'Italia divenne il primo atleta non europeo ad aggiudicarsi l'importante manifestazione.
Nel 1989 arrivò terzo alla corsa rosa.
Nel 1990 vinse una tappa al Giro della Svizzera e nel 1991 passò alla Motorola, con cui nell'anno seguente trionfò al Tour de Romandie, piazzandosi primo anche in una tappa del Tour de France (che concluse al quarto posto). Militò poi nella Banesto e nella US Postal, ma non ottenne più risultati di rilievo e si ritirò dal ciclismo agonistico nel 1996.

## Palmarès

Hampsten in maglia rosa nel vittorioso Giro d'Italia 1988

- 1985

20ª tappa Giro d'Italia (Saint-Vincent > Valnontey)
Cronoscalata della Futa-Memorial Gastone Nencini
Gran Caracol de Montana
- 1986

Prologo Tour de Suisse (Winterthur, cronometro)
Classifica generale Tour de Suisse
- 1987

Classifica generale Tour de Suisse
11ª tappa Coors Classic
14ª tappa Coors Classic (cronometro)
- 1988

3ª tappa Parigi-Nizza (Tolone-Mont Faron)
12ª tappa Giro d'Italia (Novara > Selvino)
18ª tappa Giro d'Italia (Levico Terme > Valico del Vetriolo)
Classifica generale Giro d'Italia
12ª tappa Coors Classic (cronometro)
- 1989

2ª tappa Vuelta al País Vasco (La Arboleda)
Subida a Urkiola
Classifica generale Schwanenbrau Cup
- 1990

Subida a Urkiola
7ª tappa Tour de Suisse (Unterbäch > San Bernardino)
- 1991

3ª tappa Tour de Romandie
Classifica generale Tour de Romandie
- 1992

Classifica generale Volta a Galena
14ª tappa Tour de France (Sestriere > Alpe d'Huez)

### Altri successi
- 1986

Classifica giovani Tour de France
- 1988

Classifica scalatori Giro d'Italia

## Piazzamenti

### Grandi Giri
- Giro d'Italia

1985: 20º
1988: vincitore
1989: 3º
1992: 5º
1993: 14º
1994: 10º
1995: 58º
- Tour de France

1986: 4º
1987: 16º
1988: 15º
1989: 22º
1990: 11º
1991: 8º
1992: 4º
1993: 8º

### Classiche monumento
- Milano-Sanremo

1989: 59º
1990: ritirato
1991: 106º
- Liegi-Bastogne-Liegi

1987: 40º
1988: 68º
1990: 56º
1993: 52º
1994: 48º
- Giro di Lombardia

1988: ritirato
1989: 22º
1992: 16º
1991: ritirato
1993: 29º
1995: 52º

### Competizioni mondiali
- Campionati del mondo

Giavera del Montello 1985 - In linea: 64º
Colorado Springs 1986 - In linea: ritirato
Villach 1987 - In linea: 45º
Chambéry 1989 - In linea: 34º
Utsunomiya 1990 - In linea: ritirato
Stoccarda 1991 - In linea: 34º
Benidorm 1992 - In linea: ritirato
Oslo 1993 - In linea: ritirato
Agrigento 1994 - In linea: ritirato
Duitama 1995 - In linea: 20º